# Ядана
Ядана — офшорне газове родовище в затоці Моутама (Андаманське море) поблизу узбережжя М'янми.

## Загальна характеристика
Відкрите у 1982 році в районі з глибинами моря 60 метрів. Поклади вуглеводнів знаходяться на глибині 1300 метрів під морським дном, у відкладеннях міоцену. Колектори — вапняки.
Запаси Ядана оцінюються у 150 млрд.м3 газу (запаси всього проекту Ядана в офшорних блоках М-5 та М-6 — у 184 млрд.м3).

## Облаштування родовища
Після проведення дорозвідки у 1993-му запаси родовища визнали підтвердженими, а через два роки уклали довгострокову угоду на продаж газу до Таїланду, що дозволило перейти до розробки. Видобуток, який почався у 1998 році, обслуговують встановлені на Ядана сім платформ: три для розміщення фонтанних арматур, процесингова та житлова, факельна башта, а також додана через певний час для компенсації природного виснаження резервуару компресорна платформа середнього тиску. В 2017-му планується встановлення компресорної платформи низького тиску, а також платформи на родовищі Badamyar, яка буде приєднана до комплексу Ядана.
Видача продукції родовища переважно здійснюється по газопровідній системі М’янма — Таїланд. В 2010 році також проклали трубопровід до столиці країни Ядана – Янгон.
Розробкою родовища займається консорціум за участі французької Total (31,2 %, оператор), американської Chevron (28,3 %), таїландської PTTEP (25.5 %) та місцевої Myanmar Oil and Gas Enterprise (MOGE, 15 %).